# سكوت غريني
سكوت غريني (بالإنجليزية: Scott Greene)‏ هو لاعب كرة قدم أمريكية أمريكي، ولد في 1 يونيو 1972 في كاناندياجو في الولايات المتحدة.

## وصلات خارجية
- سكوت غريني على موقع مرجع كرة القدم المحترفة.كوم (الإنجليزية)